# Кезди, Арпад
Арпад Кезди (19 ноября 1919 года, Комаром — 20 октября 1983 года, Будапешт) — инженер-строитель, кандидат технических наук (1952) и доктор (1958), действительный член Венгерской академии наук. С 1951 по 1982 год возглавлял кафедру геотехники в Будапештском технологическом университете.

## Карьера
Получил степень инженера в 1942 году в Технологическом и экономическом университете им. Йожефа Надора в Будапеште. С 1942 г. преподавал в этом же университете ассистентом, с 1943 г. — доцентом. В конце 1944 года был мобилизован и отправлен в Германию, где попал в плен в 1945 году. Вернулся на родину в 1946 г. и продолжил преподавательскую деятельность в должности доцента кафедры геотехники Технического университета. В 1948—1950 годах он был приглашенным лектором по теме железнодорожных артефактов, а в 1951 году также работал преподавателем института. С 1951 по 1982 г. — заведующий кафедрой геотехники, после 1953 г. — доцент, а с 1961 г. — заведующий кафедрой (в рамках Университета строительства и транспорта, который был выделен из технического университета с 1952 по 1967 год). В 1960 г. получил степень доктора технических наук в Будапештском технологическом университете (БМЭ), в 1961—1963 гг. был ректором по обучению в Техническом университете строительства и транспорта, в 1972—1975 гг. — проректором по научной работе. БМЭ.
В 1951 году он женился на Анне Ходсаги. У них было трое детей: Андреа Кезди (1952 г.), Алиса Кезди (1954 г.) и Арпад Кезди (1956 г.). Он покоится на кладбище Фаркасрети .

## Научная работа
Его исследования были сосредоточены в первую очередь на механике грунта, всестороннем геотехническом изучении физических свойств и поведения грунта . Обобщая и развивая теории давления грунта, исследуя устойчивость наклонных и наклонных грунтовых массивов, несущую способность грунтов и переходные процессы, вызванные внешними динамическими воздействиями (например, землетрясениями), он внёс значительный вклад в теоретическую основу земляных работ, фундамента и техника укрепления грунта . В дополнение к этим исследованиям по физике грунтов он много занимался изучением вещественного состава и водной циркуляции почв, грунтов как строительного материала, а также методологии стабилизации дорог и несущих свайных фундаментов .
За свою карьеру он написал около полутора сотен исследований и почти полсотни книг, из которых выделяется его монография по механике грунтов в четырех томах на немецком и английском языках.

## Членство и признание
В 1970 году избран членом-корреспондентом Венгерской академии наук, в 1976 году несколько лет занимал пост председателя Комитета по механике грунтов и горных пород. С 1973 по 1977 год он был европейским вице-президентом Международного общества механики грунтов и проектирования фундаментов (ISSMFE), членом Клуба британских инженеров, а с 1956 года — почетным членом Немецкого общества грунтов и фундаментов (Deutsche Gesellschaft für Erd- und Grundbau).

## Основные работы
- Специальные задачи в области механики грунтов. Будапешт, высшее нотариальное образование, 1950, 70 стр.
- Механика грунтов I—II. Будапешт, издательство учебников, 1952—1954 гг.
- Современные методы сельскохозяйственной статики. Будапешт, высшее нотариальное образование, 1955, 61 с.
- Влияние вибрации на почву. Будапешт, Поставщик нотации высшего образования, 1955, 94 стр.
- Строительство и испытания опытных дорог с цементным грунтом. Будапешт, издательство учебников, 1955 г.
- Земляные работы I—II.: Учебник для вузов. Будапешт, Танконивкиадо, 1957, 463 с. (С Михаем Поци)
- Тоннели, фундаменты, земляные работы, механика грунта. Будапешт, Терра, 1960, 252 с. (совместно с Карой Сехи)
- Практикум по механике грунтов: Учебник для вузов. Будапешт, Танконивкиадо, 1961, 208 стр.
- Erddrucktheorien. Берлин — Геттинген — Гейдельберг, Springer, 1962, 319 стр.
- Стабилизация почвы. Будапешт, Танконивкиадо, 1962, 103 с.
- Механика грунта и грунтование. Будапешт, Танконивкиадо, 1964, 211 с. (С Ласло Варгой)
- Геотехника. Будапешт, Танконивкиадо, 1965, 236 с.
- Механика почвы. Будапешт, Танконивкиадо, 1965, 275 стр.
- Земляные работы. Будапешт, Танконивкиадо, 1965, 368 стр.
- Стабилизированные грунтовые дороги. Будапешт, Академия, 1967, 355 с. Немецкий: Stabilisierte Erdstrassen. Берлин — Будапешт, Баувезен — Академия, 1973, 327 стр. Русский: Укрепленные грунтовые дороги. Амстердам — Будапешт, Эльзевир — Академия, 1979, 327 стр.
- Физика почвы. Будапешт, Витуки, 1968, 96 с.
- Исключение: государственная помощь и налоговый режим. Дюссельдорф — Будапешт, Вернер — Академия, 1969, стр. 403. (С Иваном Марко)
- Handbuch der Bodenmechanik I—IV. Берлин — Будапешт, Баувезен — Академия, 1969—1976 гг. Русский: Справочник по механике грунтов I—IV. Амстердам — Будапешт, Эльзевир — Академия, 1974.
- Земляные работы: Дренаж. Будапешт, Мусаки, 1974, 298 стр. (С Иваном Марко)
- Фазовые движения в зернистых множествах. Будапешт, Институт непрерывного образования BME, 1975, 73 стр.
- Исследования по физике почвы. Будапешт, Институт непрерывного образования BME, 1975, 73 стр. Немецкий: Fragen der Bodenphysik. Дюссельдорф — Будапешт, ВДИ — Академия, 1976, 148 с. Английский: Физика почв: Избранные темы. Будапешт — Амстердам, Академия — Эльзевир, 1979, 160 стр.
- Механика грунтов: примеры и тематические исследования. Будапешт, Танконивкиадо, 1976, 271 с.
- Механика грунта и грунтование. Будапешт, Танконивкиадо, 1981, 274 с. (С Йожефом Фаркашем)